# Convento de Santo Domingo (Valencia)

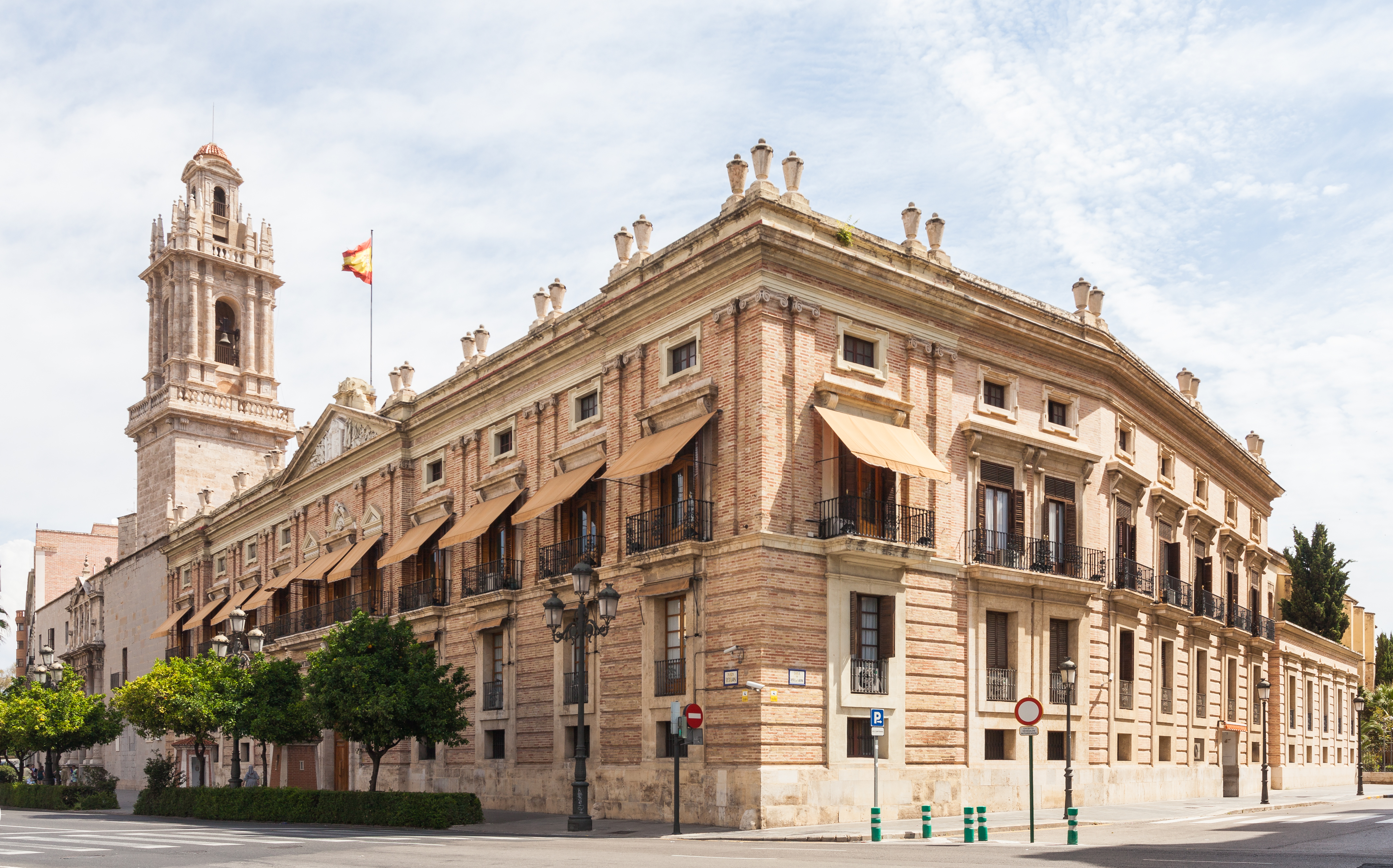
Convento de Santo Domingo (Valencia)

Der alte Convento de Santo Domingo der Dominikaner liegt an der Plaza de Tetuán in Valencia. Das Gebäude ist im gotischen und barocken Stil gestaltet und wurde 1239 auf einem Grundstück gegründet, das Jaime I. von Aragon nach der Eroberung von Valencia zur Verfügung gestellt hatte. 1835 endete die Nutzung als Kloster durch die Desamortización von Mendizábal. 1931 wurde es zum nationalen Kulturgut (Bien de Interés Cultural) erklärt. Seit 1839 ist eine Militärbehörde darin untergebracht.

## Geschichte
Mit dem Bau des gotischen Klosters wurde bis 1300 begonnen, wenig später mit dem Kapitelsaal. Die Kapelle de los Reyes (der Könige) datiert von 1431, das Refektorium um 1560. Das Kloster war lange eine Zentrale des Dominikanerordens. Der hl. Vinzenz Ferrer trat hier das Noviziat an. 1385 wurde er in Valencia zum Lektor des Ordens berufen, 1389 zum Generalprediger ernannt; gleichzeitig auch als Seelsorger am Königshof im Königreich Aragón tätig. In Valencia war er 1412 an der Vereinigung der von Jaime I. 1245 gegründeten Hohen Schule mit der kirchlichen Ausbildung beteiligt; sie hatte ihren Sitz im früheren Ratsgebäude der Mauren gegenüber der Franziskanerkirche San Lorenzo. Vinzenz’ Fastenpredigten sollen 1413 den Bürgerkrieg in Valencia mit beigelegt haben. Seine Missionspredigten haben angeblich Tausende von Mauren und Juden bekehrt, doch gegen die Juden erwirkte er 1412 als Berater der Regentin Katharina in Kastilien und León harte Sanktionen. Der hl. Luis Beltran wirkte hier im 16. Jhdt. als Novizenmeister nach seiner Zeit in Lateinamerika.
Während des Spanischen Unabhängigkeitskrieges gegen die Besetzung Napoleons wurden Kirche und Kloster zur französischen Kaserne und erheblich zerstört.

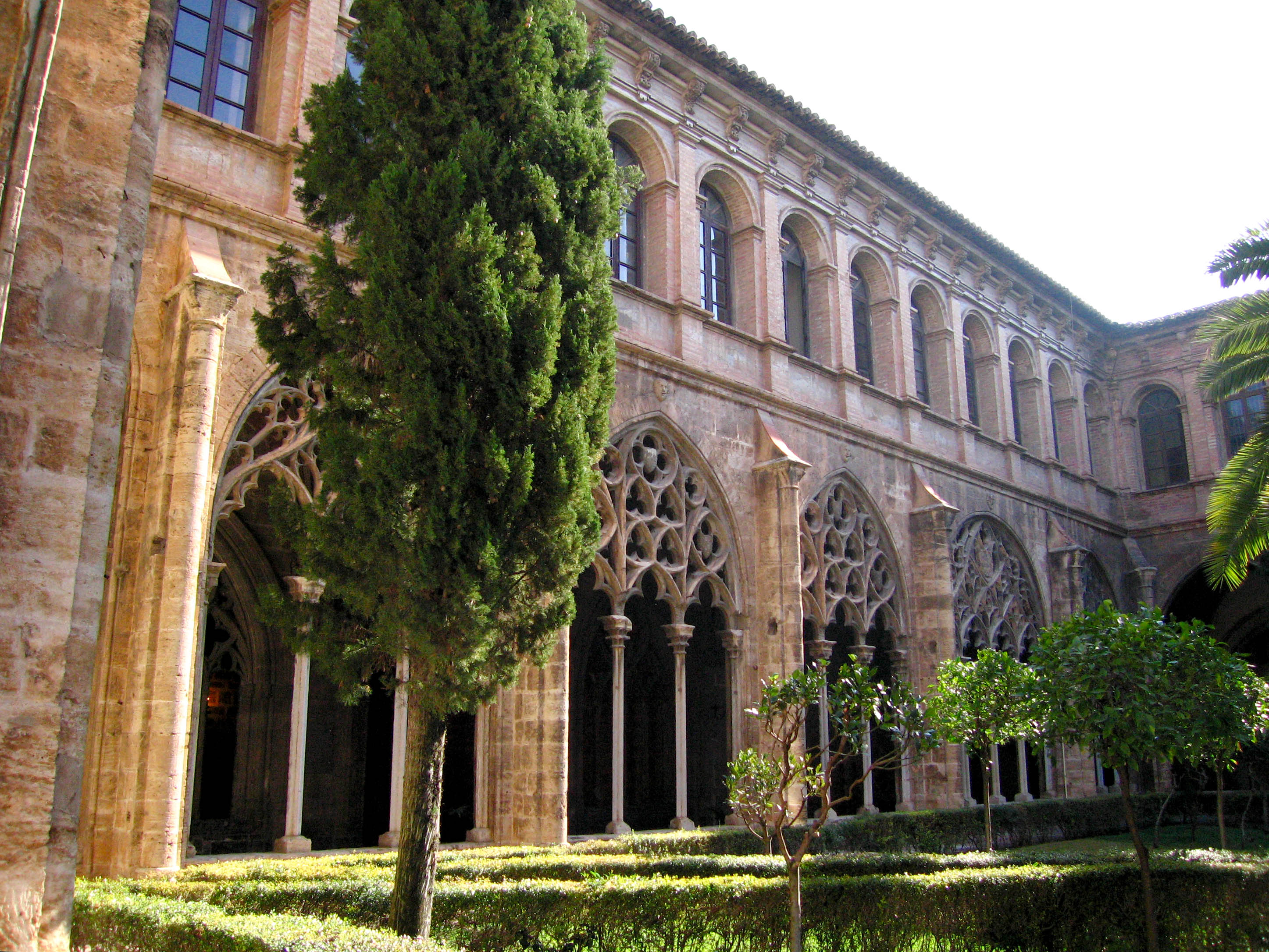
Großer Kreuzgang: gotisch
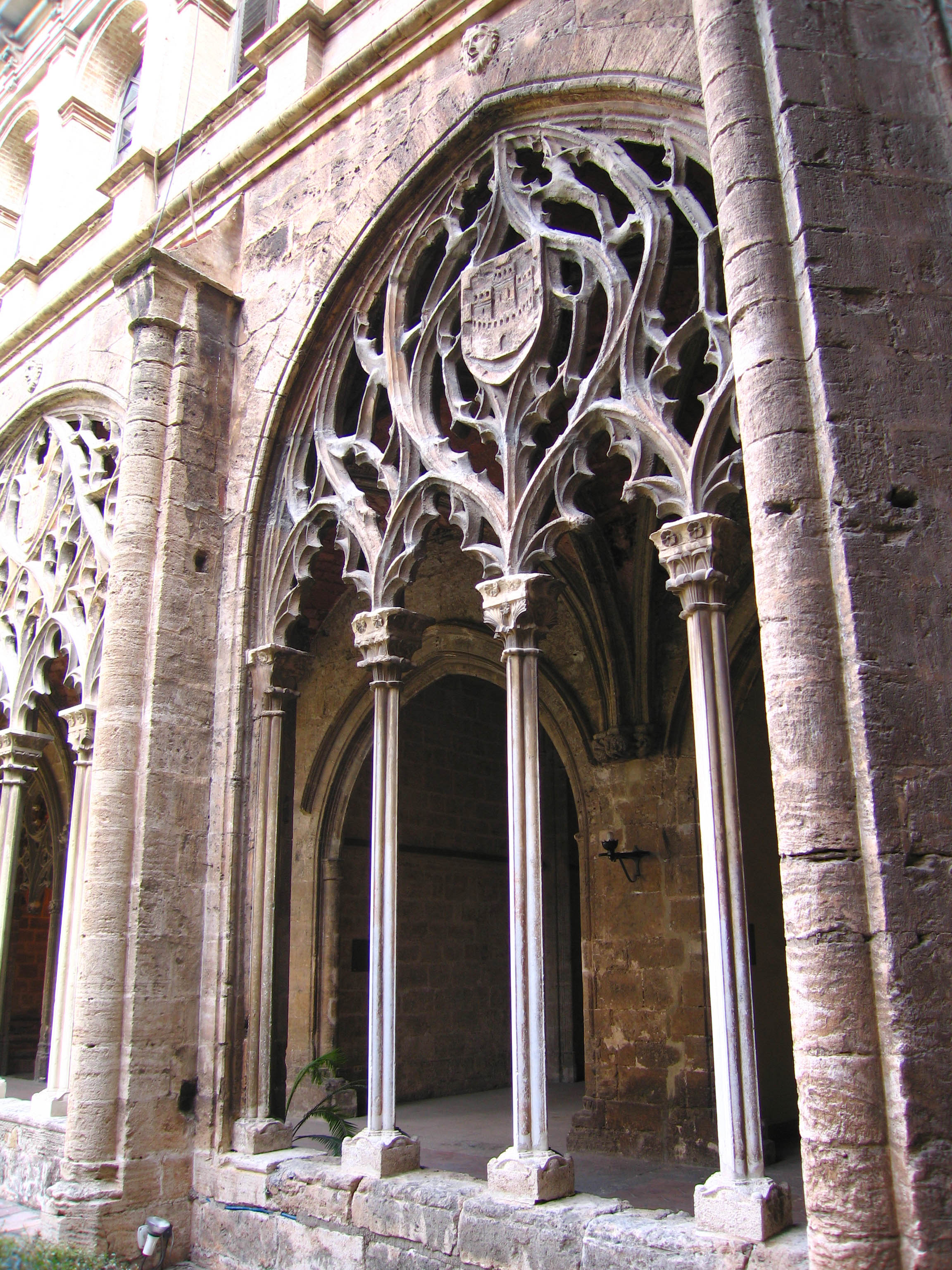
Gotisch
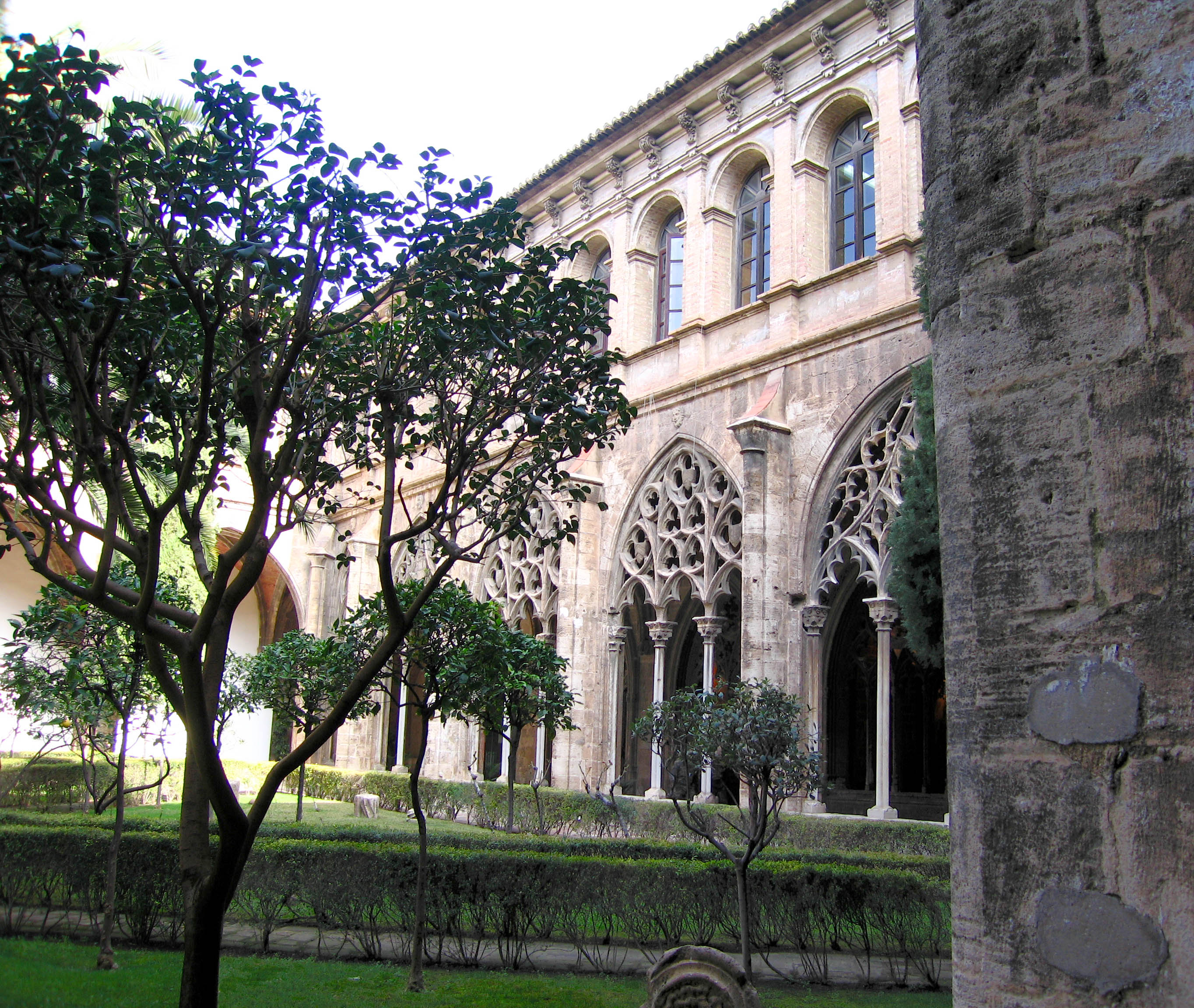
Großer Kreuzgang: Gotisch
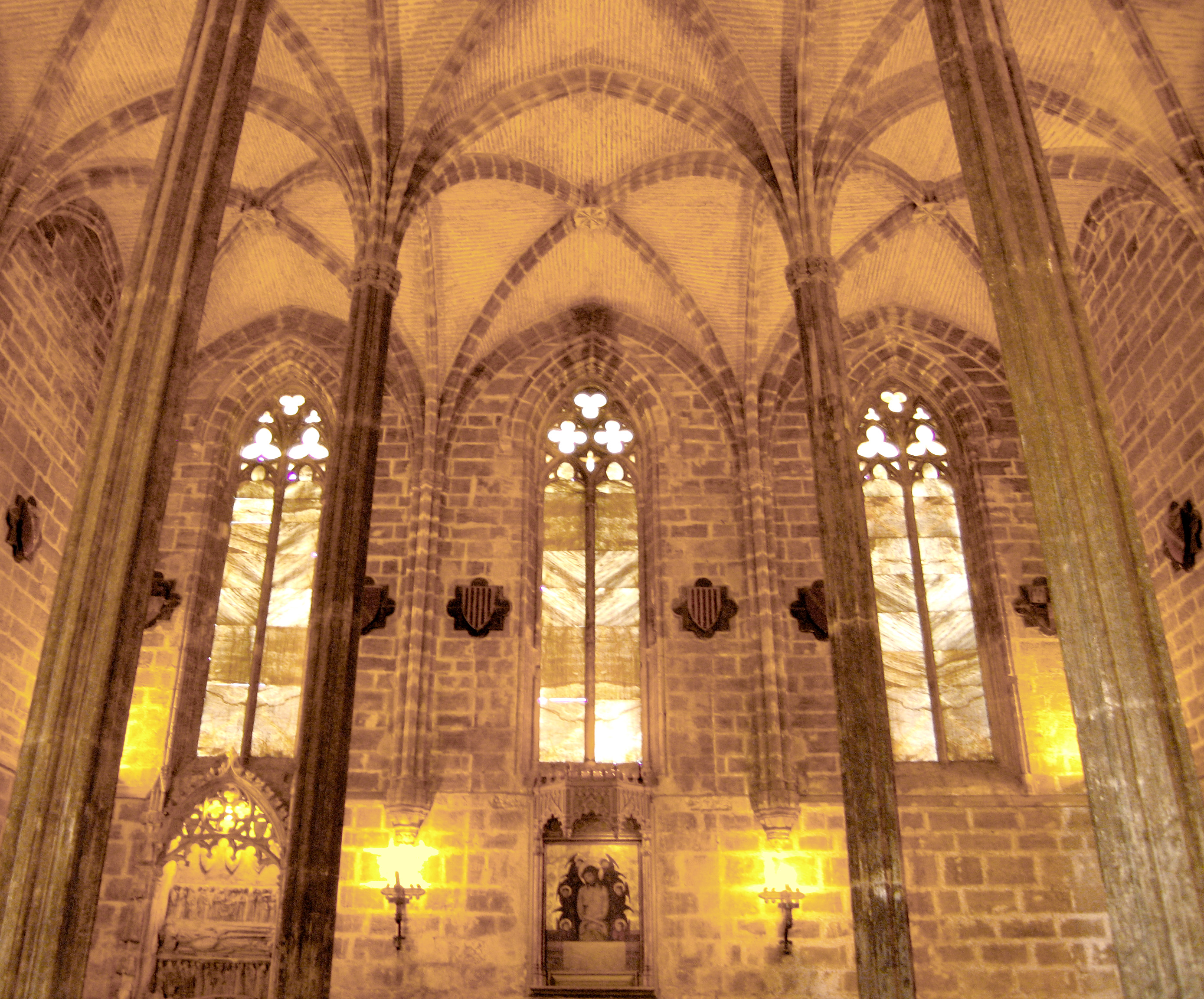
Kapitelsaal
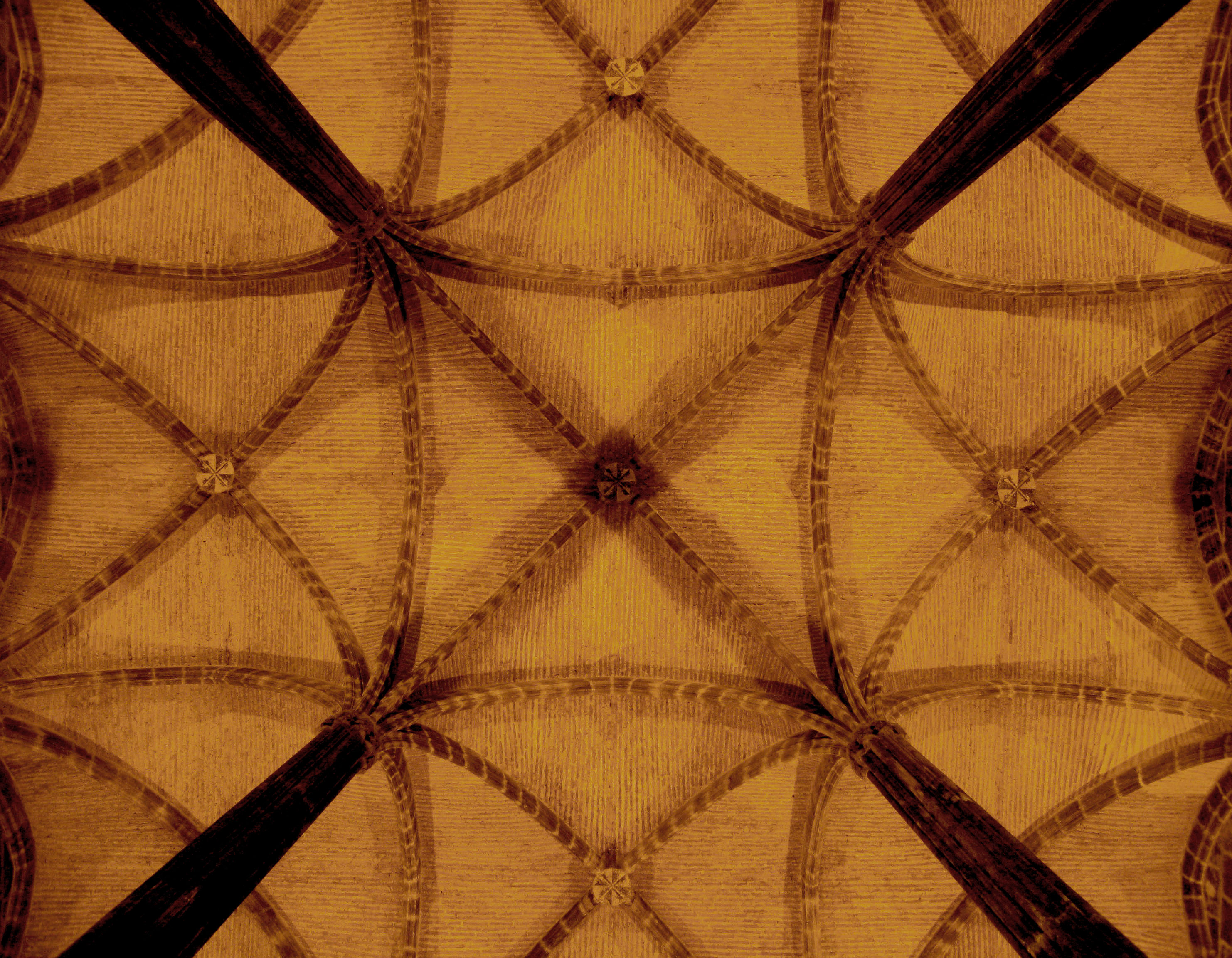
Decke des Kapitelsaales
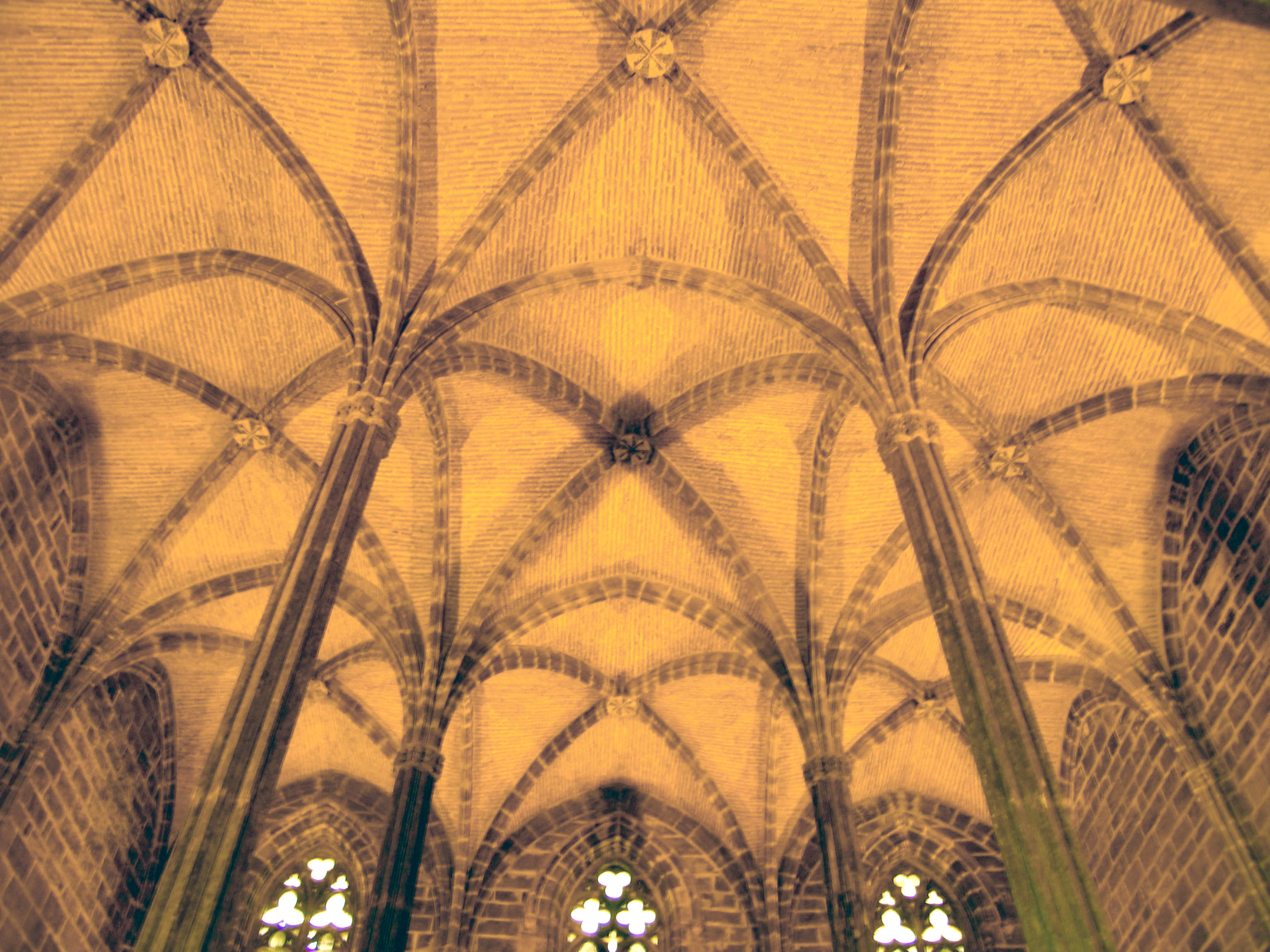
Decke des Kapitelsaales
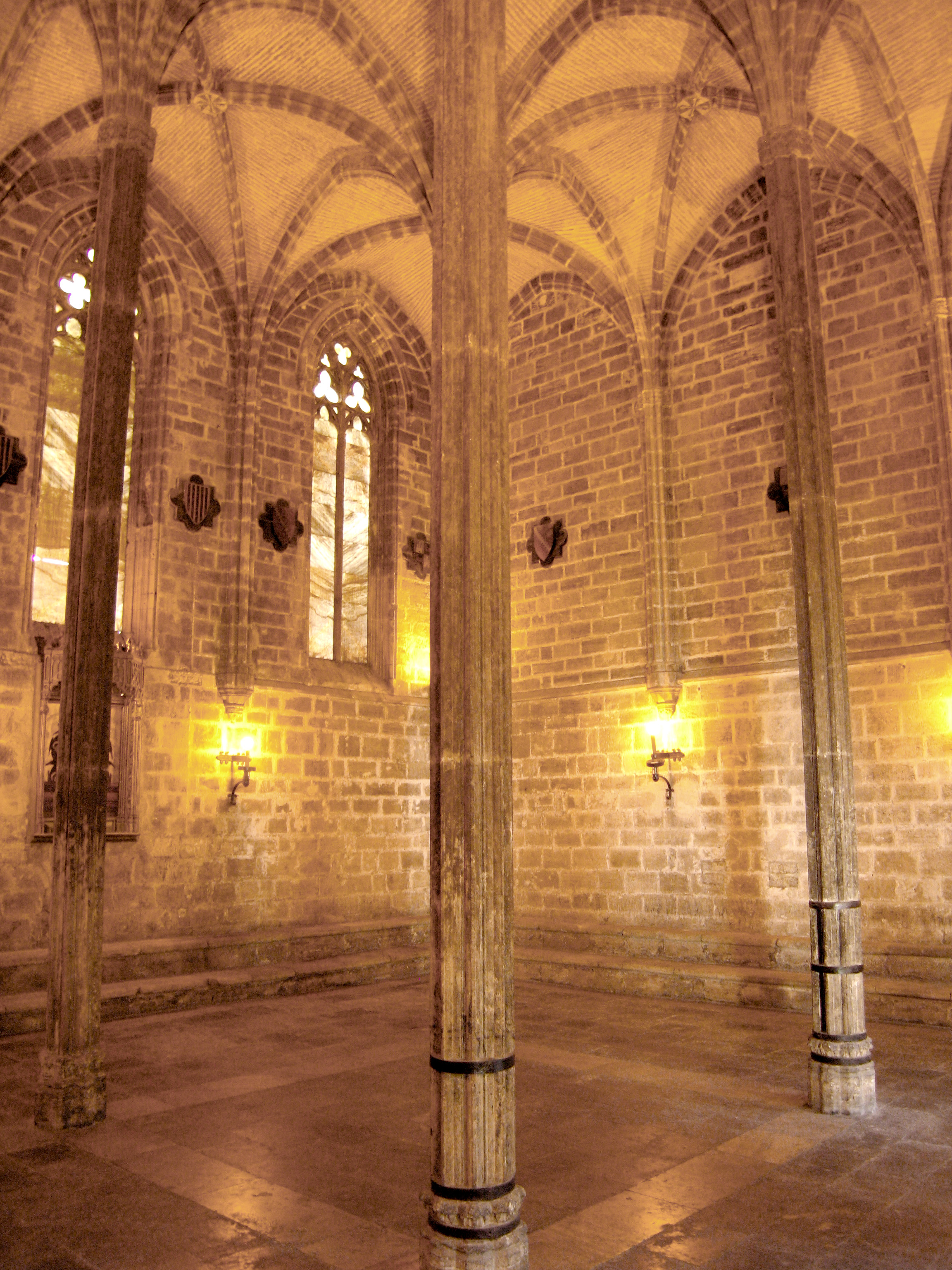
Gotisch
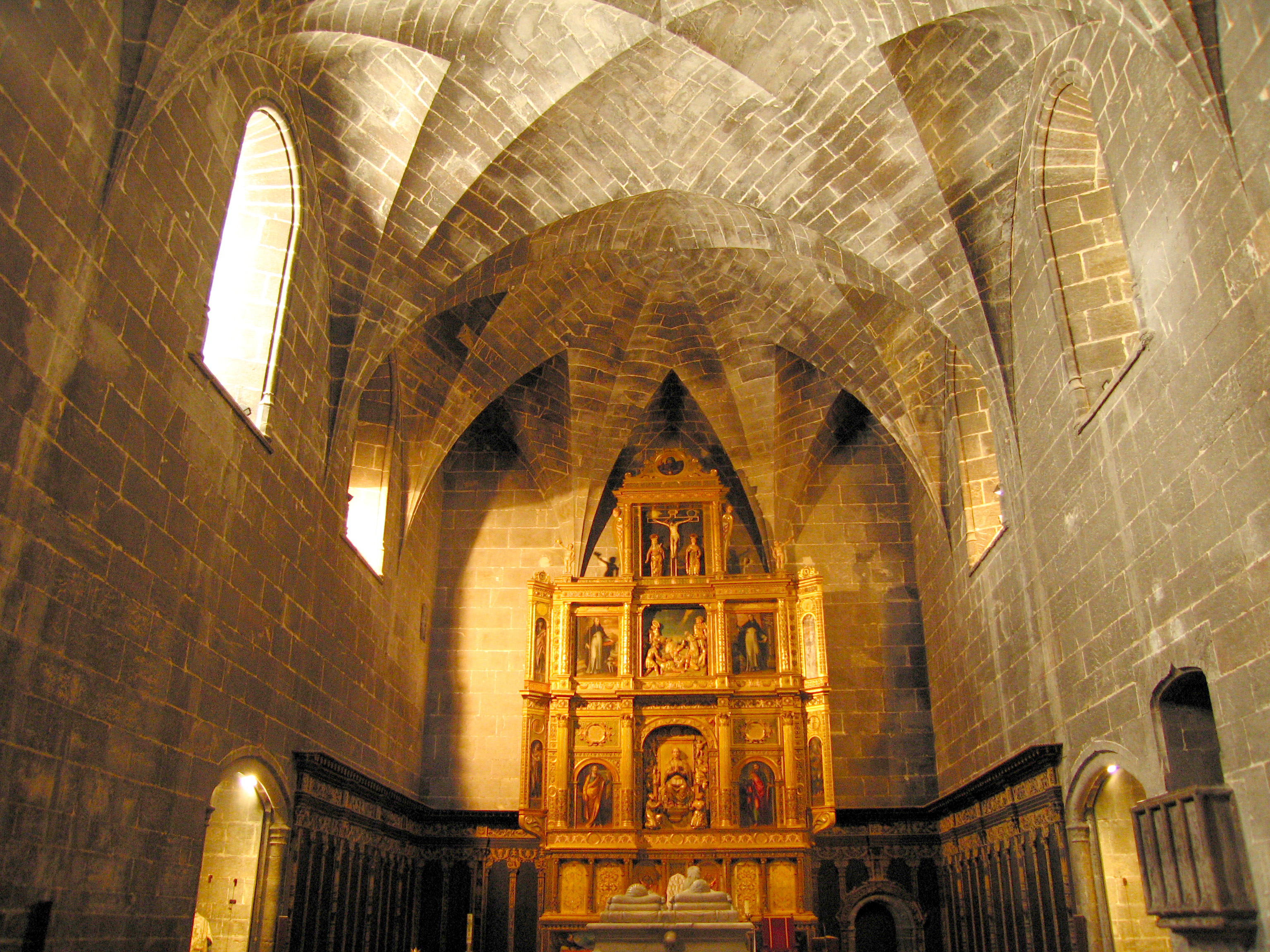
Kapelle de los Reyes, mit dem Renaissance-Retabel in der Mitte, das Marmorgrab vorne, Arkosolium rechts und links
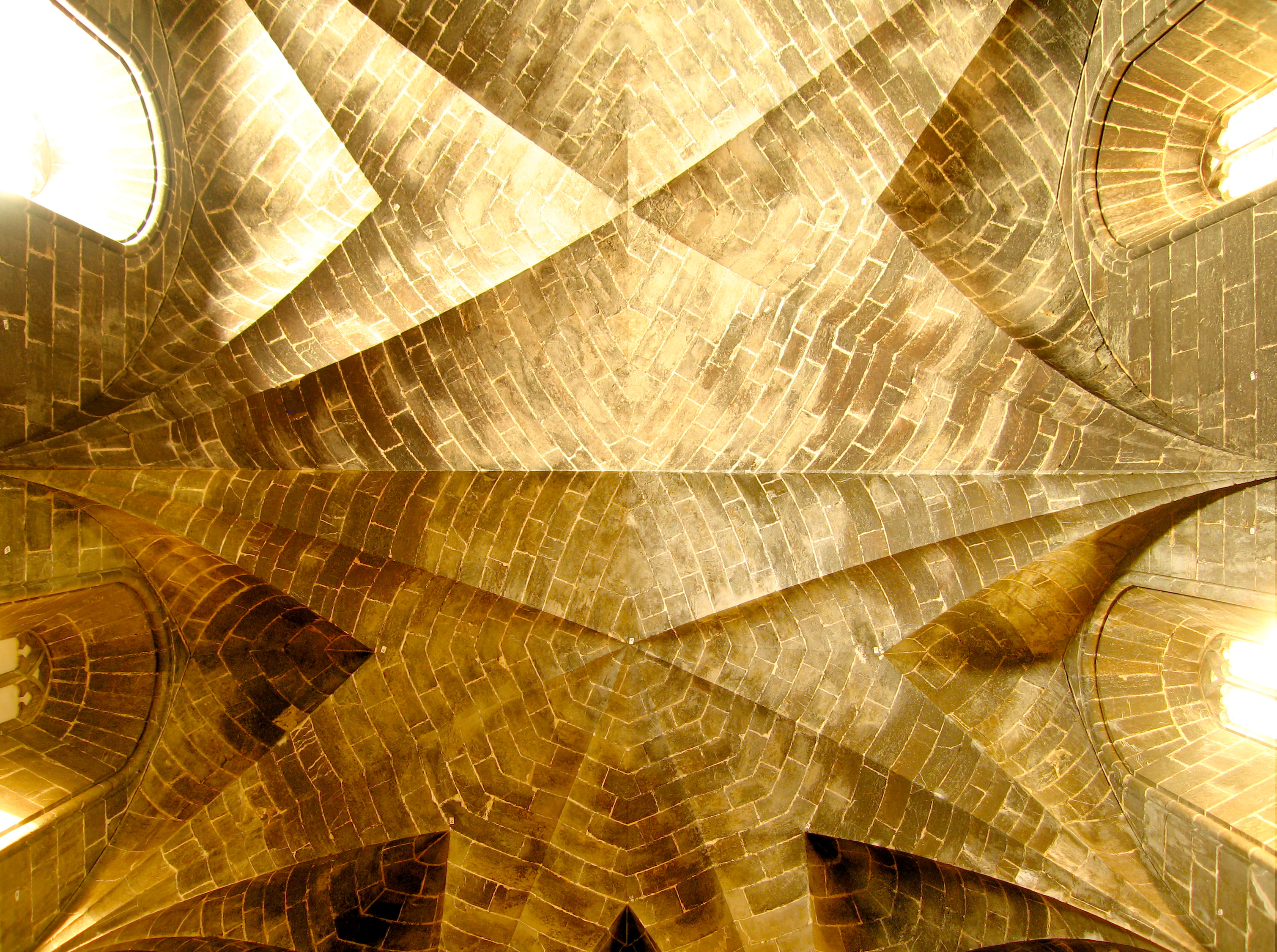
Detail vom Sternendach in der Kapelle de los Reyes
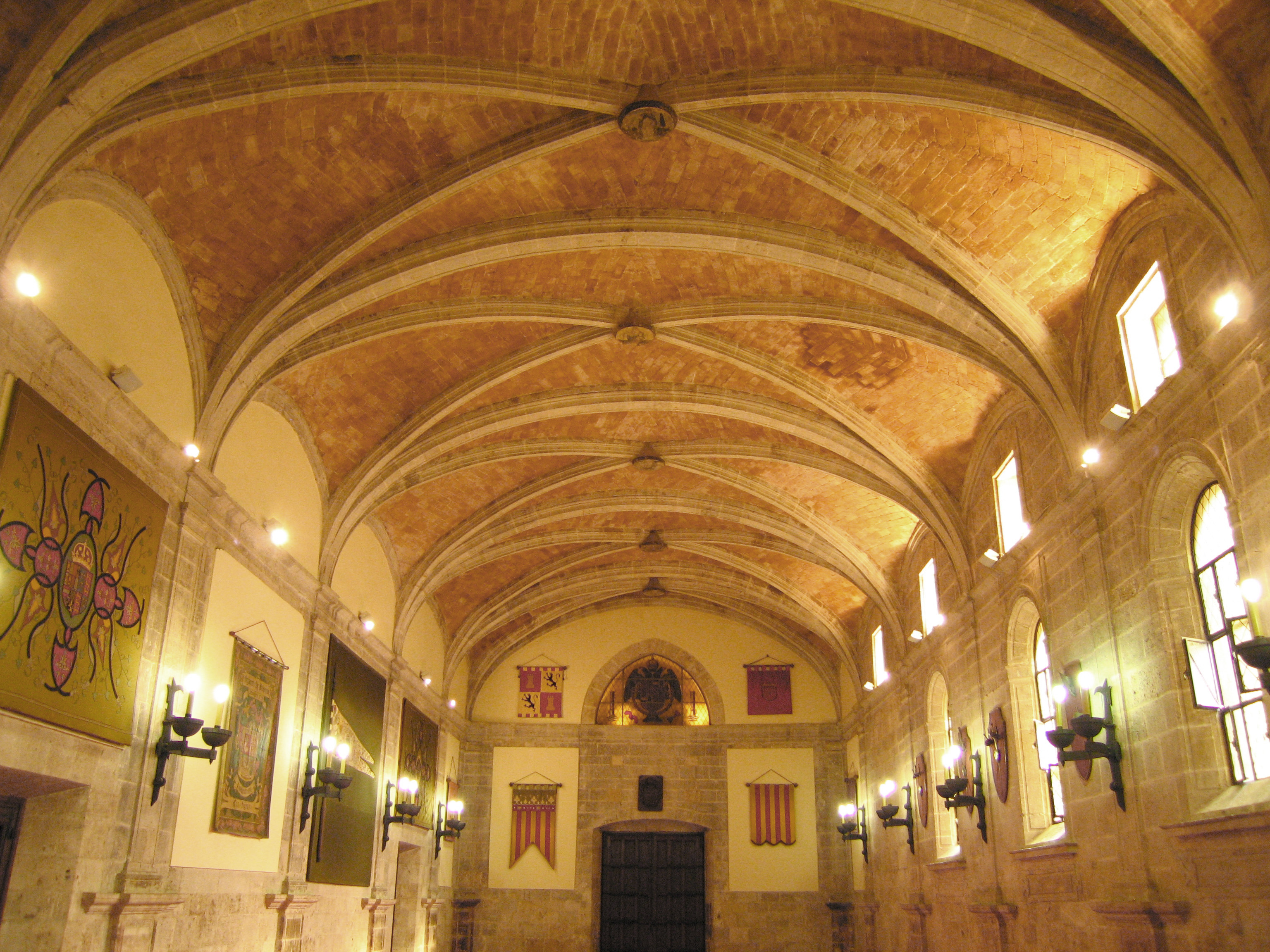
Refektorium oder Thronsaal

## Einzelbelege
1. ↑  Convento de Santo Domingo (Santo Domingo-Kloster). In: visitvalencia.com. Abgerufen am 14. September 2020.
2. 1 2  Laura Peydro Ruiz: La iglesia del convento de SANTO DOMINGO: fuentes, análisis e hipótesis de RECONSTRUCCIÓN. Valencia 2017 (upv.es [PDF]).
3. ↑  Vinzenz Ferrer - Ökumenisches Heiligenlexikon. Abgerufen am 14. September 2020.
4. ↑  Katrin Krips-Schmidt: Heiliger Vinzenz Ferrer - Leben, um zu predigen. In: Die Tagespost. 30. April 2019, abgerufen am 14. September 2020 (deutsch).
5. ↑  Paul Wilpert: Judentum im Mittelalter: Beiträge zum christlich-jüdischen Gespräch. Walter de Gruyter, 2015, ISBN 978-3-11-084215-9 (google.de [abgerufen am 14. September 2020]).

Koordinaten: 39° 28′ 26″ N, 0° 22′ 9″ W